# Efeito Allais
O Efeito Allais é uma suposta precessão anómala (mudança do eixo de rotação) do plano de oscilação de um pêndulo durante um eclipse solar, primeiramente relatado em 1954 por Maurice Allais, um polímata francês que ganhou o Prêmio Nobel de Economia. Ele relatou uma outra observação do efeito de 1959, durante um eclipse solar.
A explicação para esta e outras anomalias, é que o espaço evidencia algumas características anisotrópicas, que ele atribui ao movimento através do éter, que é parcialmente arrastado pelos corpos planetários. Ele apresentou esta hipótese em 1997 seu livro francês L'Anisotropie de l'espace.